# Carl Maximilian Emanuel Johan Adlerfelt
Carl Maximilian Emanuel Johan Adlerfelt, född 1706, död 1747, var en svensk adelsman och pedagog, son till Gustaf Adlerfelt.
Adlerfelt tillbragte ungdomsåren vid konung Stanislaus Leszczynskis hov, kom sedan till Sverige och blev slutligen guvernör hos Karl XII:s systers sonson hertig Karl Peter Ulrik av Holstein-Gottorp. 
Adlerfelt bearbetade faderns dagbok samt författade en intressant berättelse (i handskrift i Kungliga biblioteket) om vistelsen hos konung Stanislaus och om sina ungdomsfärder.